# Калепио (Милано)
Калепио је насеље у Италији у округу Милано, региону Ломбардија.
Према процени из 2011. у насељу је живело 3026 становника. Насеље се налази на надморској висини од 101 м.